# Духовное образование
Духо́вное образова́ние — профессиональная подготовка священнослужителей религиозных организаций, церковнослужителей, монахов, аскетов и специалистов-богословов, способных передавать богословские знания другим людям, а именно подготовка преподавателей богословских дисциплин в духовных учебных заведениях различного типа и уровня, миссионеров, катехизаторов, журналистов и т. п.
Духовное образование состоит из:
1. получения необходимого морально-нравственного воспитания и
2. приобретения обязательного объёма богословских знаний.

## В Православии
До XVII века духовное образование можно было получить преимущественно в монастырях, где имелись не только духовные школы, но и обширные библиотеки с переписчиками книг. Также существовали архиерейские, княжеские и приходские школы.

### Внешкольное духовное образование
Теперь первые религиозные знания человек может получить от верующих родителей, других родственников, в церковных детских садиках, от православных нянь, врачей, соседей, друзей, знакомых, одноклассников, сотрудников, из прочитанных, просмотренных и услышанных религиозных статей, книг, журналов, газет, брошюр, реклам, радио-телепередач, сайтов интернета, при случайных посещениях православных храмов и монастырей.

### Начальное духовное образование
Регулярное начальное церковное образование происходит при регулярных посещениях православных храмов, в воскресных школах для детей и для взрослых, молодёжных клубах, в кружках и спортивных секциях при храмах, на курсах огласительных бесед для желающих принять таинство Крещения, на общественных богослужениях, на пономарстве и пении в церковных хорах, на уроках учебного модуля «Основы православной культуры» (ОПК) комплексного курса «Основы религиозных культур и светской этики» (ОРКСЭ), в школах звонарей, на благотворительных акциях и крестных ходах, в паломничествах, при исполнении монастырских послушаний в качестве трудника (или трудницы) и послушника (или послушницы).

### Среднее духовное образование
Среднее богословское образование предоставляют специальные духовные учебные заведения, такие как гимназии, духовные училища, колледжи, лицеи, регентские и иконописные школы, а также богословские, катехизаторские, педагогические и пастырские курсы при высших учебных заведениях.

### Высшее духовное образование
«Концепция высшего Духовного образования Русской Православной Церкви» и «Церковный образовательный стандарт высшего образования специалиста в области православного богословия (Семинария)», приняты Священным Синодом РПЦ 21 августа 2007 года по докладам Председателя комиссии по подготовке концепции Духовного образования Русской православной церкви и анализу проводимых реформ духовных школ, архиепископа Тобольского и Тюменского Димитрия (Капалина) и Председателя Учебного комитета Московского патриархата архиепископа Верейского Евгения (Решетникова). Благодаря этим документам началось реформирование российского духовного образования, нацеленное на его интеграцию в европейское и отечественное образовательное и научное пространство. Главная цель реформы — это повышение уровня качества духовного образования России. В соответствии с общемировым Болонским процессом, высшее духовное образование в РПЦ стало трёхуровневым:
- Первый уровень — Бакалавриат, итогом которого становится написание дипломной работы на соискание степени «Бакалавр богословия». Как и любой другой бакалавриат в России, это завершённое высшее образование. Термин «Семинария» является вторым равнозначным наименованием бакалавриата как духовного учебного заведения в РПЦ. В некоторых богословских учебных заведениях бакалавриат включает 4 обязательных года и 1 пастырский и практический год обучения в Семинарии, итогом которого становится написание Дипломной работы на соискание степени «Бакалавр богословия». В других бакалавриатом называется пятилетнее образование: подготовительный («нулевой») курс + 4 года основного образования. В последнем случае зачисление на 1 курс бакалавриата производится не столько по результатам успеваемости на подготовительном курсе, сколько по результатам дисциплинарных наблюдений. Все семинарии РПЦ начиная с 2010 года осуществляют обучение студентов по программе Бакалавриата в полном соответствии с государственным стандартом по специальности «Теология» (031900), и имеют соответствующую государственную лицензию на осуществление образовательной деятельности. По окончании семинарий выпускники получают дипломы государственного образца со степенью «Бакалавр богословия».
- Второй уровень — Магистратура: 2-х годичная программа при Духовных Академиях, при Православном Свято-Тихоновском гуманитарном университете, при некоторых семинариях и других богословских учебных заведениях РПЦ, итогом которой становится написание Магистерской диссертации на соискание степени «Магистр богословия». С недавнего времени в некоторых Духовных академиях РПЦ написание Магистерской диссертации является условием обучения в Магистратуре. С началом Болонского процесса в РПЦ термин «Академия» стал иметь двоякое значение: с одной стороны им как официально, так и неофициально называют Магистратуру, с другой — учебное заведение, объединяющее в себе несколько звеньев богословского образования РПЦ, например, бакалавриат (семинарию), Магистратуру, Аспирантуру и Докторантуру.
- Третий уровень — Аспирантура: 3-х годичная программа в Духовных Академиях, итогом которой становится написание Кандидатской диссертации на соискание степени «Кандидат богословских наук» (в европейской классификации — «Доктор теологии I степени»).

Кандидаты богословия могут продолжить заниматься богословскими науками в Докторантуре, например в Общецерковной аспирантуре и докторантуре им. свв. Кирилла и Мефодия или в некоторых заграничных учебных заведениях для защиты Докторской диссертации на соискание степени «Доктор богословия» (в европейской классификации — «Доктор теологии II степени» или Doctor of Divinity). Однако, докторантура — это уже не столько учебное заведение, сколько научное.
Любой этап православного духовного образования может осуществляться в очной, в заочной и в дистанционной форме.

### Послевузовское духовное образование
Духовные магистратуры, аспирантуры и докторантуры, предназначенные для написания научных работ выпускниками духовных семинарий, уже могут считаться послевузовским профессиональным образованием. Кроме того дополнительное профессиональное образование реализуется в виде регулярных курсов профессиональной переподготовки (курсов повышения квалификации всех священнослужителей и преподавателей всех духовных школ).

## В иных религиях
Высшие духовные учебные учреждения — теологические академии, высшие семинарии, университеты и институты, соответствующие факультеты при светских университетах; средние — духовные училища, колледжи и лицеи (христианские), медресе (мусульманские, бывают также высшими), иешибот (иудаистские) и др. В Российской Федерации действуют русские православные академии (Москва, Санкт-Петербург) и семинарии, медресе (Грозный, Махачкала, Уфа), ламская школа в Хамбинском дацане (Улан-Удэ), иешибот (Москва) и др.